# ラクエル・デーリアン
ラクエル・デーリアン（Racquel Darrian、本名：ケリー・ジャクソン、Kelly Jackson、1968年7月21日 - ）は、アメリカ合衆国カンザス州ハチンソン出身の元ポルノ女優。ファッションモデルのような美貌とプロポーションを持ち、AVN殿堂メンバー、ペントハウスペット等の称号を有する。

## 来歴
- デーリアンのアダルトエンターテインメント産業における経歴は、レズビアンのヌード写真モデルから始まった。並行してポルノ映画に出演し始めた時期にはレズビアンシーンのみを演じている。
- 男性とのセックスシーンの要望が増加したため、彼女はポルノ男優のデレク・レイン（後に数本、監督を務める）とファック・シーンを演じるようになる。デーリアンとレインは、1994年に結婚した。
- 彼女は最大手ポルノ製作会社のヴィヴィッド・エンターテインメントと独占契約を結ぶ。やがてデーリアンは、夫であるレインとのみファック・シーンを続ける事でファン離れが顕著になるに至って、ジョン・ドーン、ランディ・スピアーズ、ランディ・ウエストなどの他のベテラン有名男優と惜しげもないハードなファック・シーンを演ずるようになる。
- デーリアンとレインらは、結婚後1児をもうけるが、2000年に離婚している[1]。

- デーリアンは時折「ポルノ界におけるブルネットの女神」と形容される[1]。1988年のデビュー作『Warm Bodies, Hot Nights』から最後の映画となった1999年の『Kink』にかけて、約100本のハードコア・ポルノ映画に出演した。

- 本名のケリー・ジャクソンの名で、ペントハウス誌1990年10月号のペントハウス・ペットになっている[1]。また1996年にはPLAYBOY誌の「Strippers」というグラビアにも登場した。

- 1990年から2002年にかけて、デーリアンは「Velvet」誌の表紙を少なくとも20回飾り、同誌のグラビアページに単独、レズビアン、男優との絡み、乱交などのシチュエーションで何度も登場した。これらには中央見開きページや折り込みポスターも含まれ、多くの号に「Dear Racquel (親愛なるラクエル)」というファンからの手紙に彼女が答えるコーナーが設けられた。

- ポルノ映画を引退して以降、全米のクラブを巡り、メインのダンサーとして出演していた[1]。現在、ラスベガス在住。

## 受賞
- 1993年 AVNアワード Best Tease Performance - 『ボニー＆クライド/狼たちの熱い日 (Bonnie & Clyde: Outlaws of Love)』[2]
- 2002年 AVN殿堂入り[3]